# 小行星5680
小行星5680（英語：5680）是一颗围绕太阳公转的小行星。1989年12月30日，罗伯特·H·麦克诺特在赛丁泉山发现了此天体。
这颗小行星的绝对星等为11.16512929614395等。